# Адмир Мехмеди
Адмир Мехмеди (Admir Mehmedi, 16. март 1991) је швајцарски фудбалер албанског порекла. Рођен је у Гостивару у Македонији. Тренутно игра за Фрајбург, а и за Фудбалску репрезентацију Швајцарске.

## Фудбалска репрезентација Швајцарске
Свој први гол за Швајцарску репрезентацију дао је на утакмици против Немачке, 26. маја 2013. Други гол дао је на утакмици против Еквадора на Светском првенству у фудбалу 2014. која је завршила победом Швајцарске 2-1.